# Soubor plavebních kanálů na Šumavě
Soubor plavebních kanálů na Šumavě je sestava tří vodních děl na Šumavě v jihozápadní části České republiky. Soubor kanálů byl v roce 2014 prohlášen za národní kulturní památku.
Součástí souboru jsou:
- Schwarzenberský plavební kanál
- Vchynicko-tetovský plavební kanál
- plavební kanál na Kaplickém potoce u Lenory[1]

Vchynicko-tetovský kanál se nachází na území Plzeňského kraje, zbylé kanály jsou v Jihočeském kraji. Celé uskupení bylo navrženo na zařazení mezi národní kulturní památky České republiky, neboť jsou stavby svým provedením důkazem úrovně a citlivosti lidských zásahů do původní šumavské krajiny. Úmysl zařadit plavební kanály mezi národní památky projednala na návrh ministra kultury Daniela Hermana na svém zasedání dne 28. května 2014 vláda České republiky a vyslovila s ním souhlas. Právní účinnosti nabylo rozhodnutí vlády 1. října 2014.

## Galerie

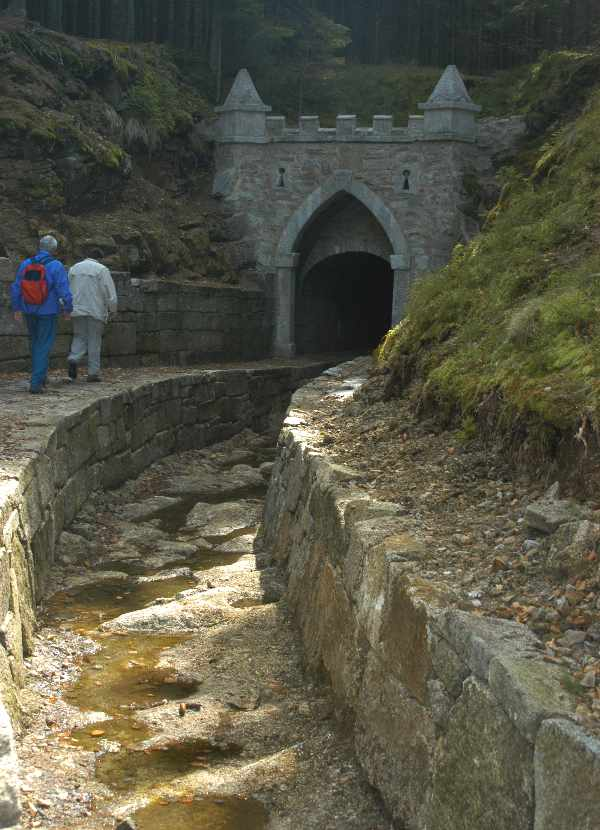
vstupní portál tunelu na Schwarzenberském plavebním kanálu u Jelení
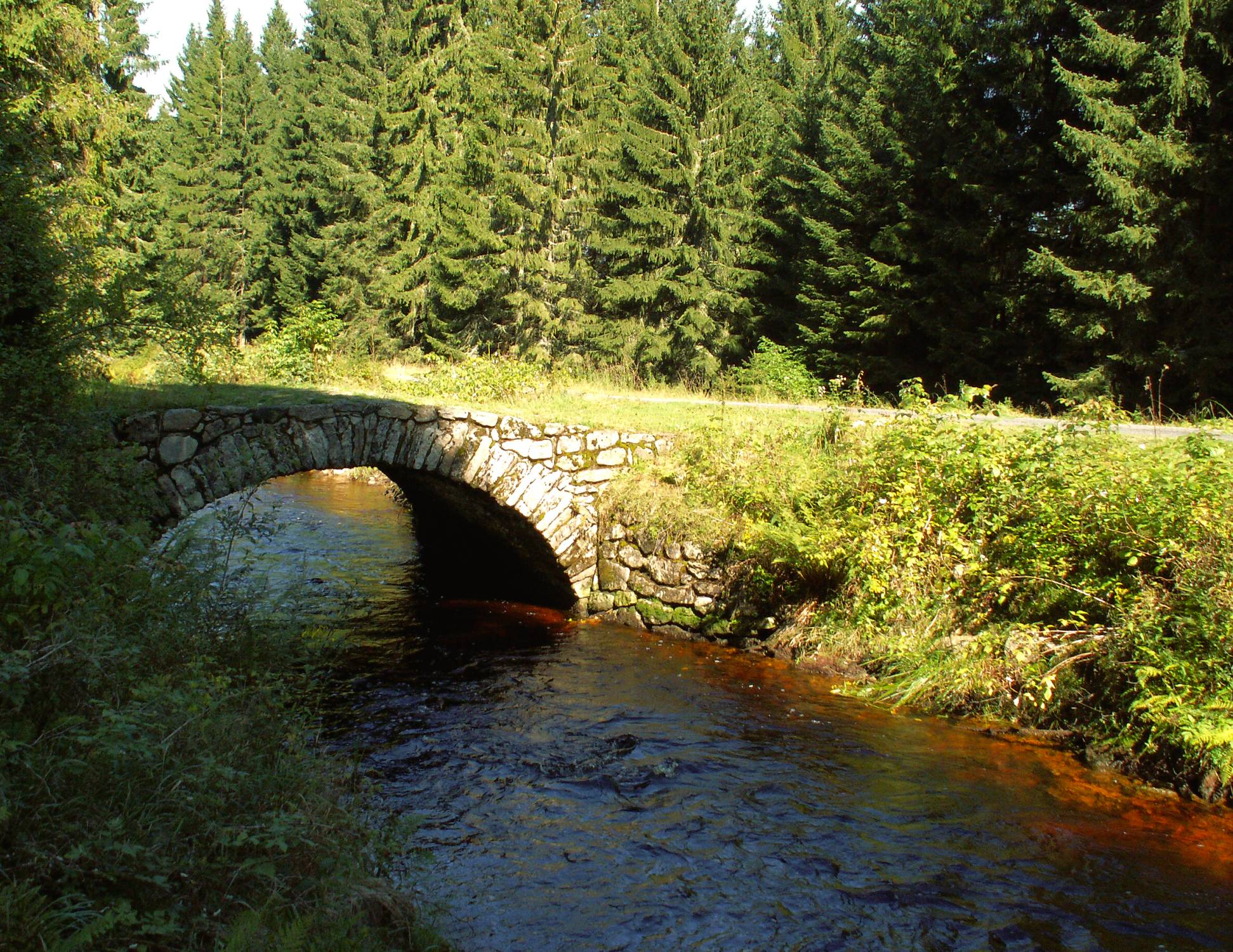
Vchynicko-Tetovský plavební kanál pod Kostelním vrchem na Šumavě
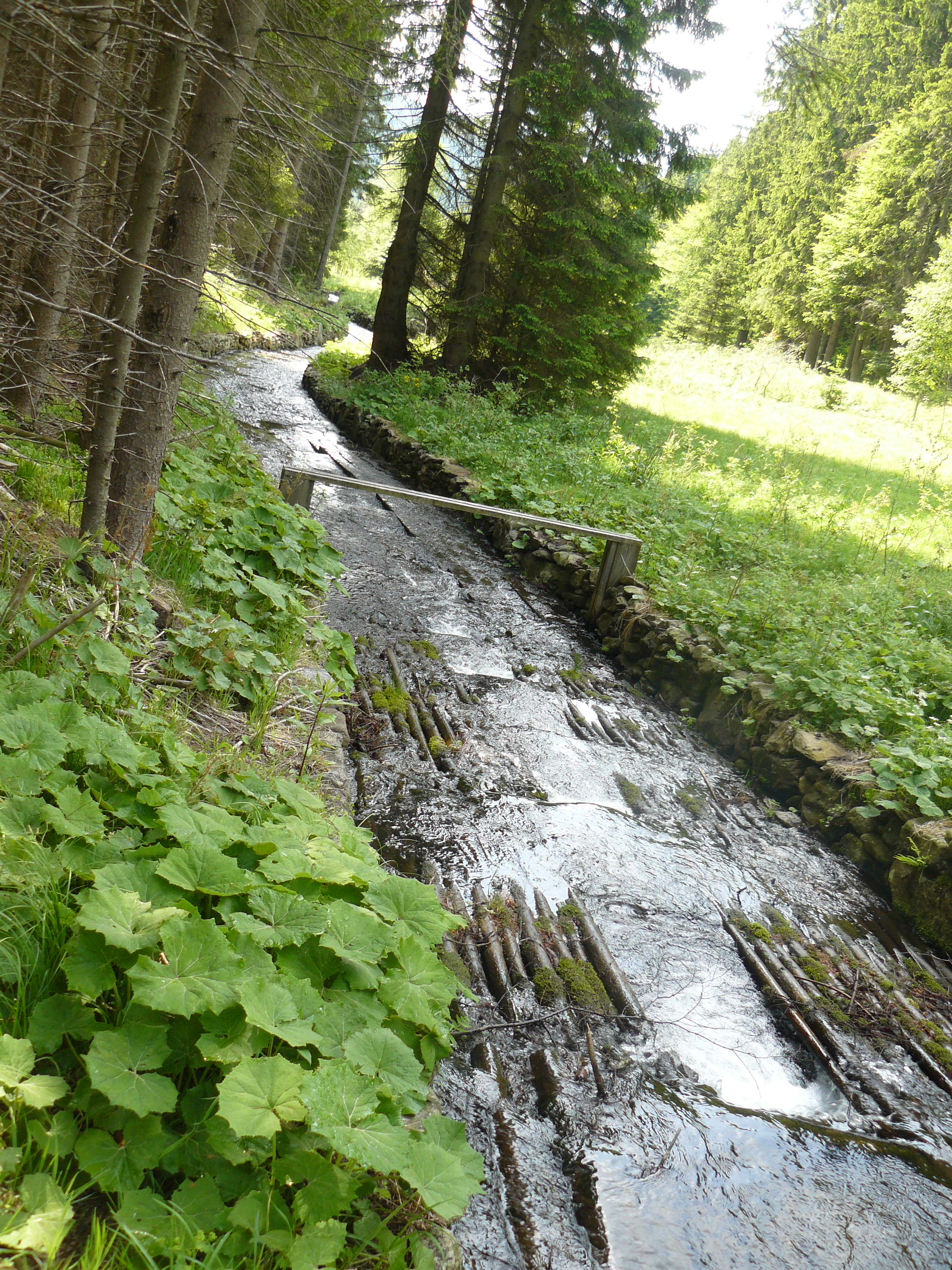
upravený tok Kaplického potoka